# كايب هاو
كايب هاو هو (بالإنجليزية: Cape Howe) رأس ساحلي في شرق أستراليا، يُشكل الطرف الجنوبي الشرقي من الخط بلاك ألان، وجزء من الحدود بين نيو ساوث ويلز وفيكتوريا. كان الاسم الأصلي لكايب هاو هو واست كايب هاو، والاسم يشير إلى منطقة ساحلية بالقرب من ألباني، غرب أستراليا والتي تشكل أقصى غرب الخليج الأسترالي العظيم.

## تاريخ
تم تسمية كايب هاو بواسطة الكابتن كوك عندما مرربها في 20 أبريل 1770، لتكريم الأدميرال إيرل هاو الذي كان أمين صندوق البحرية الملكية البريطانية في ذلك الوقت. الإحداثيات التي قدمها كوك هي بالضبط تقريبا إحداثيات الموقع الحديث المَفْحُوص.
تم تسمية كايب هاو في أستراليا الغربية من قبل النقيب جورج فانكوفر في 28 سبتمبر 1791، أيضًا على شرف الأدميرال هاو. كانت فانكوفر في السابق سفينة بحرية في رحلات كوك الثانية والثالثة في المحيط الهادئ. تم تغيير اسم كايب هاو إلى واست كايب هاو بواسطة ماثيو فليندرز في 8 ديسمبر 1801، لتمييزه عن كوك هاو كايب.